# Logan County (West Virginia)
Logan County ist ein County im Bundesstaat West Virginia der Vereinigten Staaten. Bei der Volkszählung im Jahr 2020 hatte das County 32.567 Einwohner und eine Bevölkerungsdichte von 29,5 Einwohnern pro Quadratkilometer. Der Verwaltungssitz (County Seat) ist Logan.

## Geographie
Das County liegt im Südwesten von West Virginia, ist etwa 35 km von der Grenze zu Kentucky entfernt und hat eine Fläche von 1108 Quadratkilometern, wovon vier Quadratkilometer Wasserfläche sind. Es grenzt im Uhrzeigersinn an folgende Countys: Lincoln County, Boone County, Wyoming County und Mingo County.

## Geschichte
Logan County wurde am 12. Januar 1824 aus Teilen des Cabell- und Kanawha County sowie den Giles- und Tazewell Countys in Virginia gebildet. Benannt wurde es nach dem Häuptling Logan der Mingo-Indianer, einer Untergruppe der Irokesen. 1921 fand hier mit der Schlacht am Blair Mountain einer der größten bewaffneten Aufstände in der Geschichte der USA statt, als Bergarbeiter versuchten, bessere Arbeitsbedingungen zu erkämpfen.

## Demografische Daten

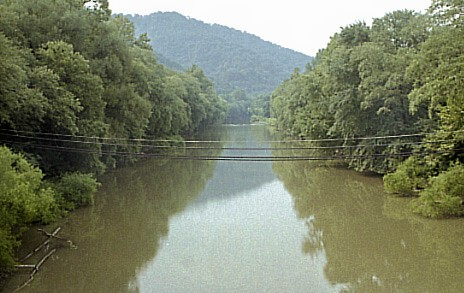
Der Guyandotte River

Nach der Volkszählung im Jahr 2000 lebten im Logan County 37.710 Menschen. Davon wohnten 552 Personen in Sammelunterkünften, die anderen Einwohner lebten in 14.880 Haushalten und 10.936 Familien. Die Bevölkerungsdichte betrug 32 Einwohner pro Quadratkilometer. Ethnisch betrachtet setzte sich die Bevölkerung zusammen aus 96,33 Prozent Weißen, 2,59 Prozent Afroamerikanern, 0,12 Prozent amerikanischen Ureinwohnern, 0,30 Prozent Asiaten, 0,02 Prozent Bewohnern aus dem pazifischen Inselraum und 0,06 Prozent aus anderen ethnischen Gruppen; 0,59 Prozent stammten von zwei oder mehr ethnischen Gruppen ab. 0,54 Prozent der Bevölkerung waren spanischer oder lateinamerikanischer Abstammung.
Von den 14.880 Haushalten hatten 30,5 Prozent Kinder und Jugendliche unter 18 Jahre, die bei ihnen lebten. 57,0 Prozent waren verheiratete, zusammenlebende Paare, 12,6 Prozent waren allein erziehende Mütter, 26,5 Prozent waren keine Familien, 24,0 Prozent waren Singlehaushalte und in 11,4 Prozent lebten Menschen im Alter von 65 Jahren oder darüber. Die Durchschnittshaushaltsgröße betrug 2,50 und die durchschnittliche Familiengröße lag bei 2,95 Personen.
Auf das gesamte County bezogen setzte sich die Bevölkerung zusammen aus 22,1 Prozent Einwohnern unter 18 Jahren, 9,3 Prozent zwischen 18 und 24 Jahren, 28,0 Prozent zwischen 25 und 44 Jahren, 26,1 Prozent zwischen 45 und 64 Jahren und 14,5 Prozent waren 65 Jahre alt oder darüber. Das Durchschnittsalter betrug 39 Jahre. Auf 100 weibliche Personen kamen 94,2 männliche Personen. Auf 100 Frauen im Alter von 18 Jahren oder darüber kamen statistisch 91,0 Männer.
Das jährliche Durchschnittseinkommen eines Haushalts betrug 24.603 USD, das Durchschnittseinkommen der Familien betrug 29.072 USD. Männer hatten ein Durchschnittseinkommen von 31.515 USD, Frauen 20.212 USD. Das Prokopfeinkommen betrug 14.102 USD. 20,8 Prozent der Familien und 24,1 Prozent der Bevölkerung lebten unterhalb der Armutsgrenze. Davon waren 34,6 Prozent Kinder oder Jugendliche unter 18 Jahre und 14,4 Prozent waren Menschen über 65 Jahre.

## Ortschaften im Logan County
Citys
- Logan

Towns
- Chapmanville
- Man
- Mitchell Heights
- West Logan

Census-designated places (CDP)
- Amherstdale-Robinette
- Holden
- Mount Gay-Shamrock
- Switzer

Andere Unincorporated Communities
| - Accoville - Argyle - Baber - Baisden - Banco - Barnabus - Becco - Beebe - Big Creek - Black Bottom - Blair - Bradshaw - Braeholm - Bruno - Chambers - Chauncey - Christian - Claypool - Coal Valley - Cora - Craneco - Crites - Crooked Creek - Crown - Crystal Block | - Dabney - Daisy - Davin - Davis - Dehue - Diamond - Dobra - Dog Patch - Don - Earling - Emmett - Ethel - Fanco - Five Block - Fort Branch - Freeze Fork - Frogtown - Gillman Bottom - Godby Heights - Greenville - Guyan Terrace - Halcyon - Hedgeview - Henlawson - Hensley Heights | - Hetzel - Huff Junction - Hutchinson - Isom - Justice Addition - Kelly - Kistler - Kitchen - Lake - Landville - Latrobe - Lintz Addition - Logan Heights - Lorado - Lundale - Lyburn - Mallory - McConnell - Melville - Micco - Mifflin - Mineral City - Monaville - Monclo - Monitor | - Mountain View - Neibert - Oilville - Omar - Orville - Pardee - Peach Creek - Pecks Mill - Phico - Pine Creek - Ralumco - Red Campbell - Ridgeview - Rita - Rossmore - Rum Junction - Sarah Ann - Saunders - Sharples - Shegon - Shively - Slagle - Sodom - Sovereign - Spruce Valley | - Stirrat - Stollings - Stone Branch - Stowe - Sulphur Springs - Sunbeam - Sunset Court - Superior Bottom - Sycamore - Taplin - Thompson Town - Trace Junction - Troy Town - Upper Whitman - Verner - Verdunville - Walnut Hill - Wanda - Whirlwind - Whites Addition - Whitman - Whitman Junction - Wilkinson - Wylo - Yolyn |